# Brimstone Hill Fortress nationalpark
Brimstone Hill Fortress Nationalpark er en nationalpark i det caribiske land Saint Kitts og Nevis.
I 1690 placerede britiske soldater kanoner på Brimstone Hill og brugte dem til at genindtage Fort Charles fra Frankrig. Frankrig havde ikke fundet det muligt at få kanoner op på grund af de meget stejle og skovklædte sider af bjerget. Opførelsen af fortet fortsatte derefter på forskellige tidspunkter i løbet af en periode på lidt over 100 år.
Under sin storhedstid blev fortet kendt som »Caribiens Gibraltar« på grund af sin højde og tilsyneladende usårlighed. I 1782 belejrede den franske admiral François Joseph Paul de Grasse fortet og efter en måneds belejring gav den talmæssigt underlegne britiske garnison ledet af Samuel Hood op. Efter Paristraktaten et år senere fik briterne Brimstone Hill tilbage igen saammen med de nærliggende Nevis Øer. Efter disse begivenheder gennemførte briterne et program for at udvide og styrke fortet og siden da, var Brimstone Hill britisk.
Fortet blev forladt i midten af 1800-tallet og anlægsarbejdet blev gradvist ødelagt på grund af hærværk og naturlige processer. I begyndelsen af 1900-tallet begyndte en stabilisering og genopretning af de resterende strukturer, og i 1987 blev Brimstone Hill en nationalpark og i 1999 blev det optaget på UNESCOs Verdensarvsliste.
17°20′49″N 62°50′10″V / 17.347°N 62.836°V